# Taito Corporation
Taito Corporation (株式会社タイトー Kabushikigaisha Taito) es una empresa japonesa dedicada al desarrollo, distribución y comercialización de videojuegos. Fue fundada en 1953 por el empresario ucraniano Michael Kogan, y desarrolló su primer videojuego en 1973. Desde el año 2005, forma parte del grupo Square Enix.
En un principio, Taito se dedicó a distribuir máquinas recreativas de origen estadounidense en el mercado nipón. Sin embargo, comenzó también a desarrollar sus propios juegos y en 1977 alcanzó gran éxito con Space Invaders, juego con el que la empresa ha ganado más de 500 millones de dólares. Entre sus títulos más conocidos también destacan Bubble Bobble, Puzzle Bobble, Darius, Arkanoid y Elevator Action entre otros.
La empresa mantiene a sus tiendas arcades japonesas conocidas como "Taito Stations", además de fabricar juguetes.

## Historia
La compañía se fundó en 1953 por el ucraniano judío Michael Kogan, con el nombre de Taito Trading Company (株式会社太東貿易, kabushikigaisha taitō bōeki). Taito se inició con la importación y distribución de máquinas dispensadoras. Más tarde, empezaron a alquilar tocadiscos tragamonedas y finalmente comenzaron a manufacturar sus propias máquinas. Taito ya fabricaba juegos tragamonedas y pinball, durante los años 60. En 1973 cambió su nombre corporativo de "Taito Trading Company" a "Taito Corporation".

### Primer videojuego
El primer videojuego de Taito se llama Elepong. Es una máquina de arcade de ping-pong lanzado al mercado en 1973 en Japón.
En 1978 Toshihiro Nishikado, un diseñador de Taito creó Space Invaders, el cual se convirtió en el videojuego más popular de la compañía y uno de los más memorables juegos en la historia de las máquinas de salón. Este juego fue publicado en EE. UU. por Midway. Space Invaders estuvo basado en un juego electromecánico de 1972, hecho también por Taito, llamado Space Monsters.
Debido al gran éxito de Space Invaders, Taito abrió en 1979 una sucursal llamada Taito America Corporation a fin de poner en venta juegos en Norteamérica. Taito America se estableció en Elk Grove Village, Illinois y manejó su sector de máquinas de salón en Norteamérica. Mientras que la mayoría de los juegos que Taito America publicaba, eran desarrollados por su sociedad matriz japonesa, también hubo juegos que vendió bajo licencia de terceros, así como también, juegos que fueron desarrollados por Taito en Estados Unidos.
Además de Taito America, Taito tuvo otra sucursal en Norteamérica llamada Taito Software Inc que estuvo a cargo del sector de juegos domésticos de la compañía. Establecida en Vancouver, Columbia Británica y fundada en 1988, Taito Software sacó a la venta juegos exclusivamente para computadoras personales y consolas. 1995 fue el último año en que Norteamérica vio la etiqueta de Taito en sus nuevos juegos, debido a que sus sucursales en esta región, cerraron sus oficinas al mismo tiempo. Los juegos desarrollados por Taito están todavía disponibles en Norteamérica, pero ahora usan el nombre de otras compañías.
Taito ha tenido una gran influencia en el transcurso de la historia de los videojuegos, desarrollando algunos muy innovativos. Space Invaders es probablemente el más notable, pero juegos tales como Qix, Bubble Bobble, Jungle Hunt, Elevator Action y Puzzle Bobble, también introdujeron únicas y novedosas ideas a la forma de juego.
En 1992, Taito anunció una consola de CD-ROM llamada WoWoW, que permitiría jugar de una manera aproximada a los juegos de salón de Taito (de modo semejante que la Neo Geo), así como también descargar juegos vía transmisión satelital (como lo haría la Satellaview más tarde). La WoWoW jamás salió a la venta.
El 22 de agosto del 2005, se anunció que el gigante de la industria de videojuegos Square Enix, compraría 247,900 acciones de Taito, por el valor de 45.16 billones de yenes (409.10 millones de dólares), para hacer de Taito Corporation una subsidiaria de Square Enix. El propósito de la adquisición hecha por Square Enix, era el de incrementar para ambos el margen de beneficios, así como también comenzar su expansión dentro de nuevas formas de entretenimiento. La oferta pública de adquisición por parte de Square Enix, fue aceptada por el mayor accionista Kyocera, haciendo de Taito, una sucursal oficial de Square Enix. El 22 de septiembre del 2005, Square Enix anunció satisfactoriamente la obtención del 93.7% de la totalidad de acciones de Taito, efectivamente, poseyendo a la compañía en su totalidad. Para el 28 de septiembre del 2005, Taito pasó a ser propiedad de Square Enix.
El 25 de octubre del 2005, Sega puso a la venta Taito Legends, un conjunto de 29 juegos de Taito para la Xbox de Microsoft, el PlayStation 2 de Sony y una versión también para PC. La traslación para el PSP contiene 16 juegos.